# Isola Esperanto
L'isola Esperanto è l'isola più grande e più a nord-ovest del gruppo Zed al largo della costa settentrionale della penisola Varna sull'isola Livingston nelle isole Shetland meridionali, Antartide. L'isola è priva di ghiaccio, rocciosa, che sale a 290 m  e si estende per 950m di lunghezza e 900 m di larghezza, con una superficie di 56 ettari. Si trova a 70 m a nord-ovest della vicina isola Phanagoria e a 2,7 km  a nord-ovest di Williams Point sull'isola Livingston. L'area è stata visitata dai cacciatori di foche all’inizio del XIX secolo.
L'isola prende il nome dalla lingua internazionale costruita: esperanto.

## Ubicazione
L'isola Esperanto si trova a 62°25′43′′S 60°10′23′′W. Mappatura britannica nel 1968, cilena nel 1971, argentina nel 1980, bulgara nel 2005 e 2009.

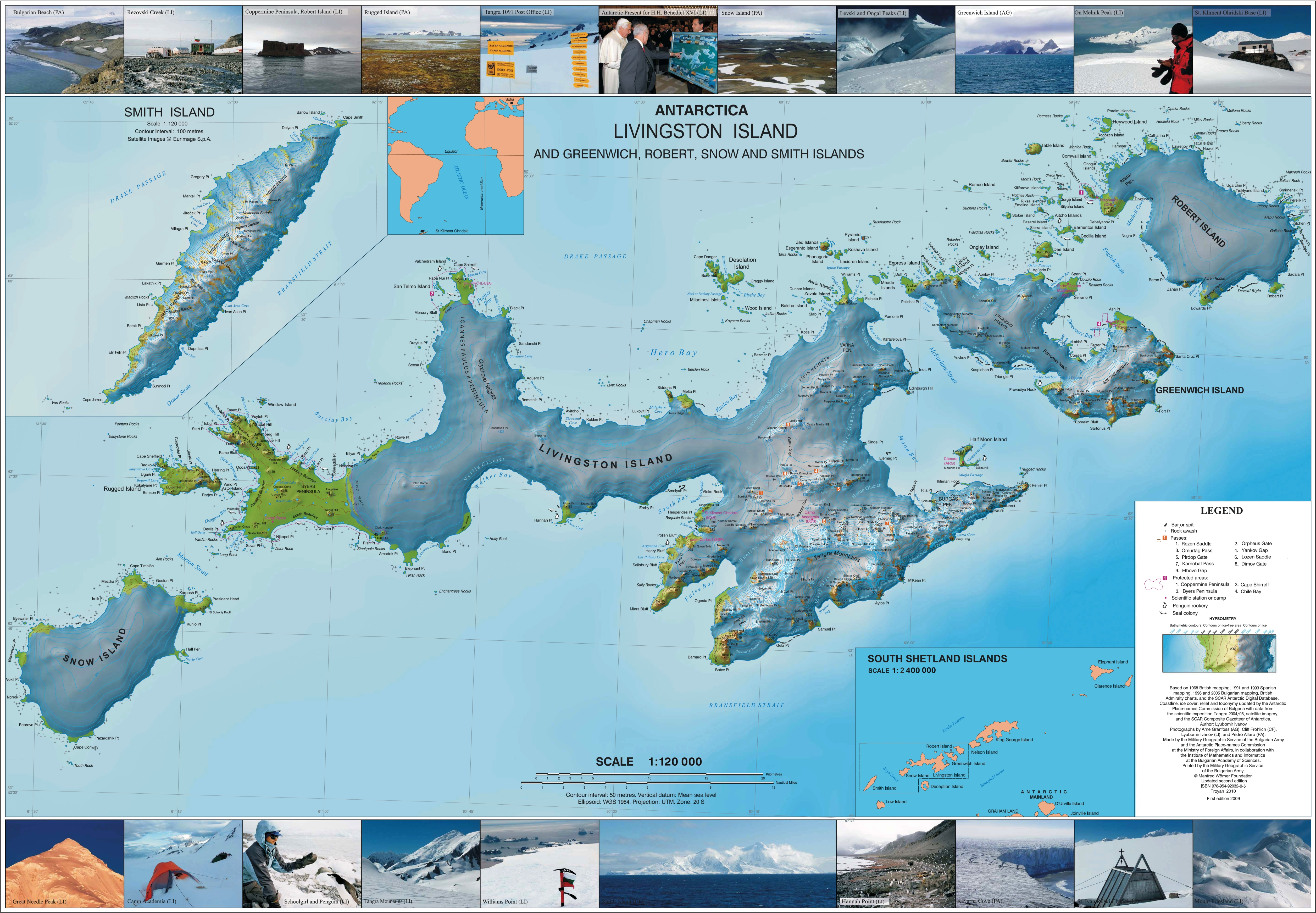
Livingston-Island-Map-2010